# Hans Dorfner
Hans Dorfner (født 3. juli 1965 i Nittendorf, Vesttyskland) er en tidligere tysk fodboldspiller (midtbane).
Han spillede for henholdsvis FC Bayern München og FC Nürnberg, og spillede samlet 222 ligakampe gennem karrieren. Med Bayern var han med til at vinde hele tre tyske mesterskaber og en DFB-Pokaltitel.
Dorfner spillede desuden syv kampe og scorede ét mål for Vesttysklands landshold. Han var en del af den tyske trup til EM i 1988 på hjemmebane, men var dog ikke på banen i turneringen.

## Titler
Bundesligaen
- 1987, 1989 og 1990 med Bayern München

DFB-Pokal
- 1984 med Bayern München